# Chiruromys forbesi
Chiruromys forbesi — вид гризунів родини Muridae. Зустрічається тільки в Папуа-Новій Гвінеї. Цей вид зустрічається від рівнинних тропічних вологих лісів до гірських мохових лісів на більшій висоті, і зустрічається у вторинних місцях існування, де є великі дерева з дуплами.

## Морфологічні особливості
Вид має темну хвостову луску, що перекриває один одного, і чіпкий хвіст. Це найбільший вид роду Chiruromys. Довжина голови й тулуба становить від 134 до 161 мм, довжина хвоста — від 210 до 235 мм, довжина задніх лап — від 30 до 37 мм, довжина вуха — від 11,0 до 22,2 мм, вага — від 100 до 122 грамів.

## Спосіб життя
Живе невеликими групами по чотири-п'ять тварин у дуплах дерев. Самиці народжують виводок із двох або трьох дитинчат і дуже плодючі.